# Крест Йозефа
«Крест Йозефа» (нем. Josephskreuz) — 38-метровая радиально-симметричная смотровая башня в форме латинского креста, расположенная в парке Природном парк Гарца — Саксонии-Анхальт на холме Большой Ауэрберг высотой 580 метров в горах Гарц в районе Мансфельд-Зюдгарц (земля Саксония-Анхальт, Германия). Крест сделан из стали и весит 123 тонны, имеет около 100 тысяч заклёпок. В списке Harzer Wandernadel является пунктом № 215 для посещения туристами.

## История
На этом месте деревянная смотровая башня существовала уже в XVII веке, но она разрушилась в 1768 году из-за плохого ухода и капризов погоды. В 1832 году архитектор Карл Фридрих Шинкель получил заказ возвести на этом же месте новую башню. Она также была деревянной, работа была окончена 24 сентября 1833 года, а торжественное открытие состоялось 21 июня 1834 года. Название башня получила в честь заказчика — графа Йозефа Штольберга-Штольберга. Тогдашний Крест не имел ступеней и подъём на него совершался только при помощи приставной лестницы. В 1850 году у сооружения были обновлены поперечные балки. В ночь с 11 на 12 июня 1880 года Крест Йозефа был уничтожен молнией.
Строительство нового Креста началось 20 апреля 1896 года и завершилось 9 августа того же года. Архитектором на этот раз стал Отто Байсвенгер (Otto Beißwänger). В целом новое сооружение сохранило черты оригинального произведения Шинкеля, но в то же время на его дизайн сильное влияние оказала форма недавно построенной Эйфелевой башни; внутри появилась винтовая лестница с 200 ступенями. Стоимость строительства составила 50 тысяч марок, которые выделили «Фонд Штольбергов» и Клуб «Гарц».
В XX веке за Крестом не ухаживали, поэтому в 1987 году он был закрыт в связи с аварийным состоянием. В 1989 году началась реставрация сооружения, и 28 августа 1990 года Крест вновь был открыт для посетителей. С 2003 года по весну 2004 года Крест также был закрыт на ремонт.
Ближайшие населённые пункты: Швенда в 2,5 км к юго-юго-востоку, Штольберг в 3 км к западу-юго-западу, Штрасберг в 4 км к северо-востоку и Гюнтерсберге в 7 км к северу. В одном километре северо-восточнее башни расположено пересечение автодорог L235 и L236.

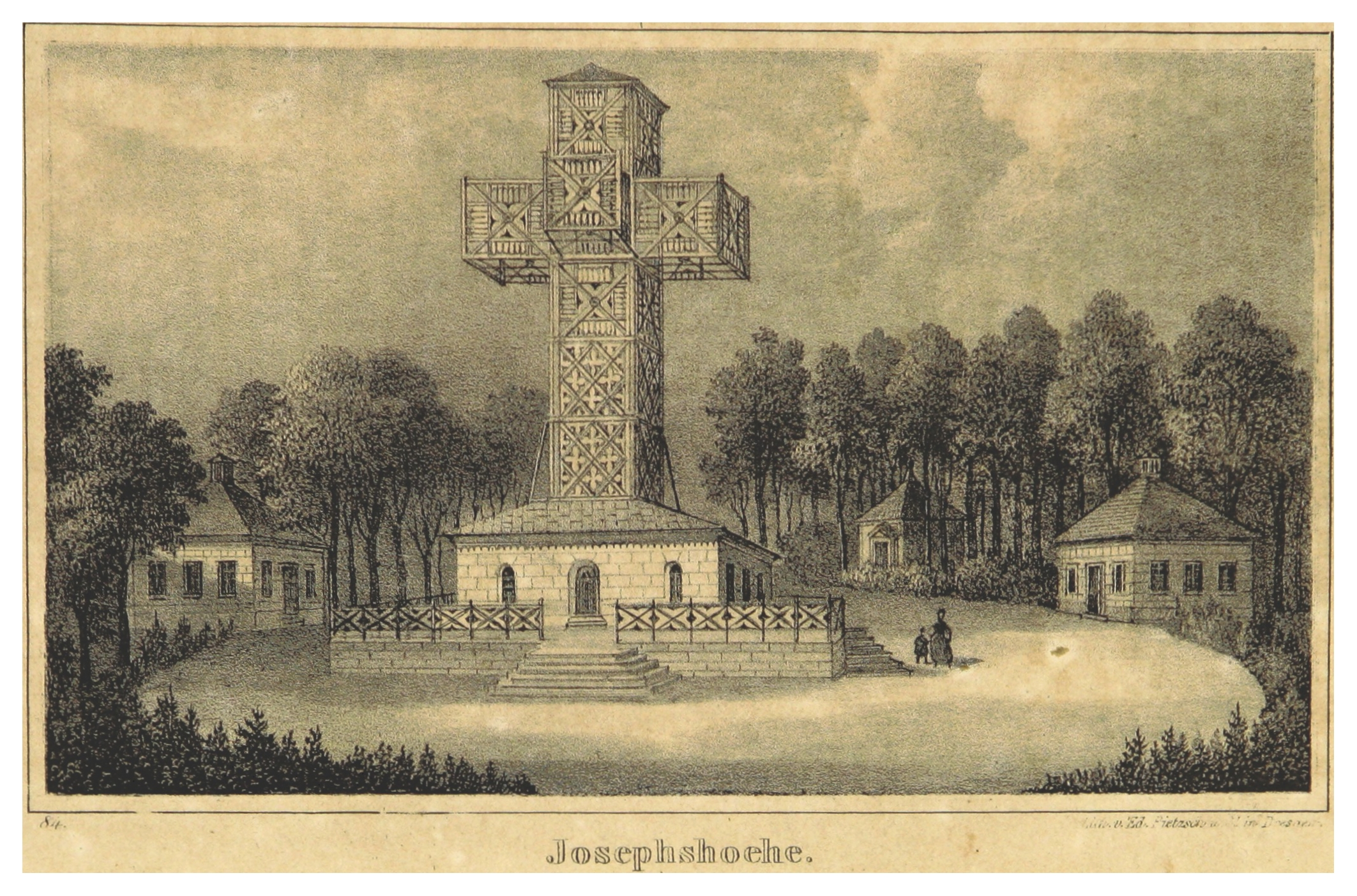
Рисунок 1842 года
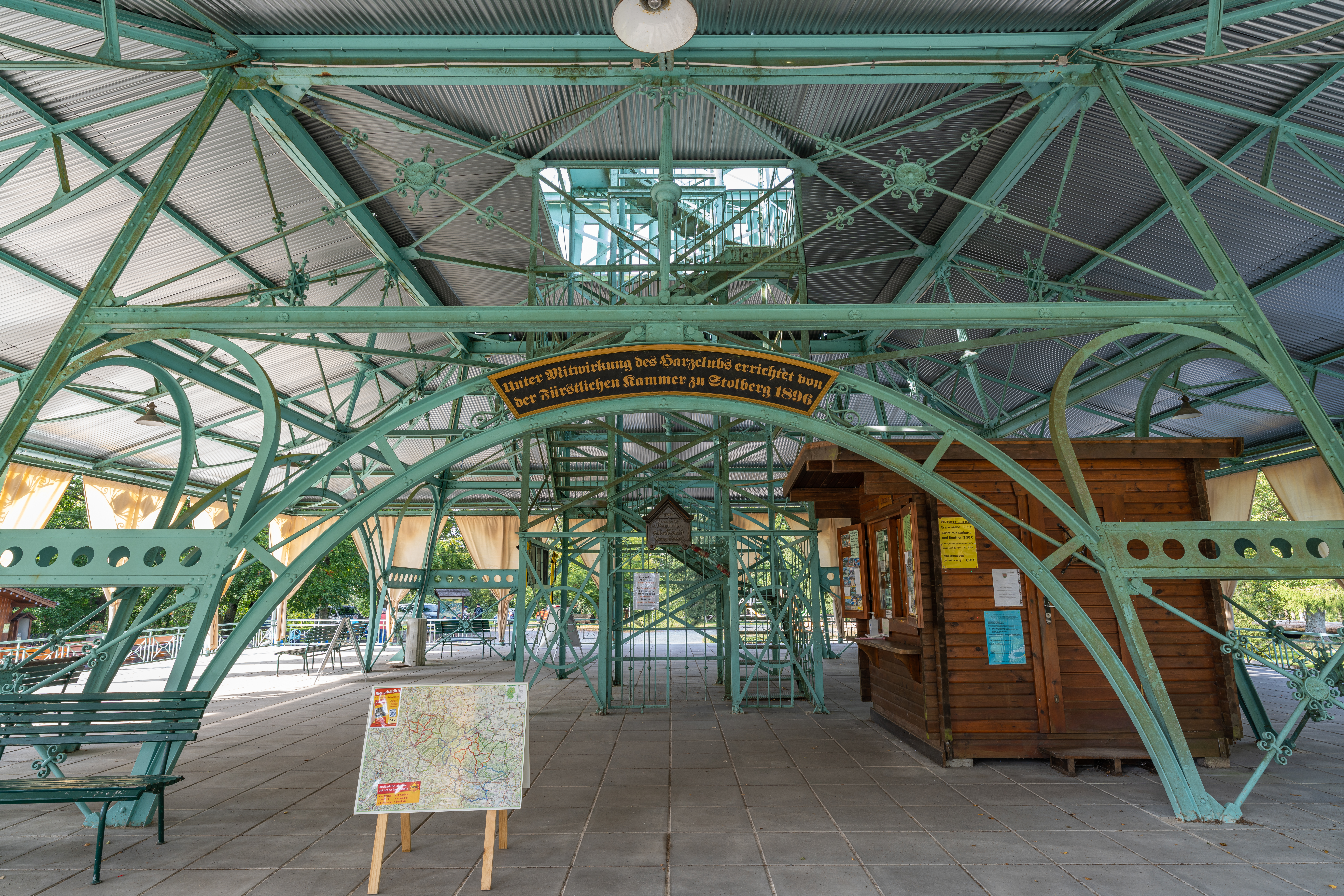
Вход
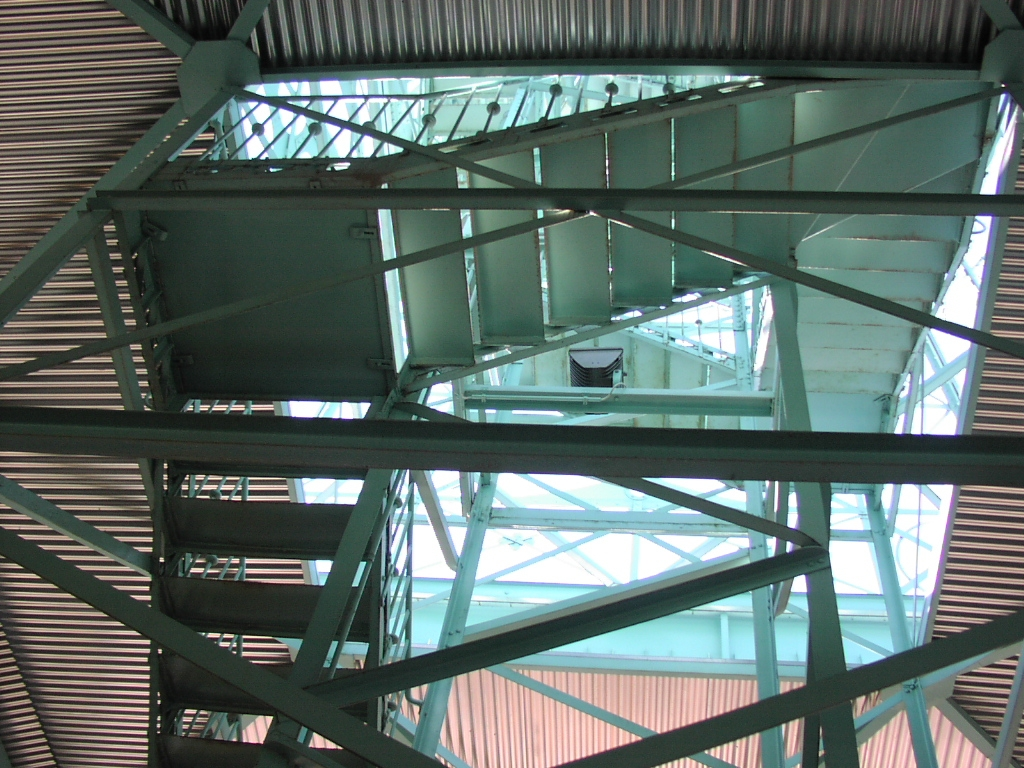
Подъём
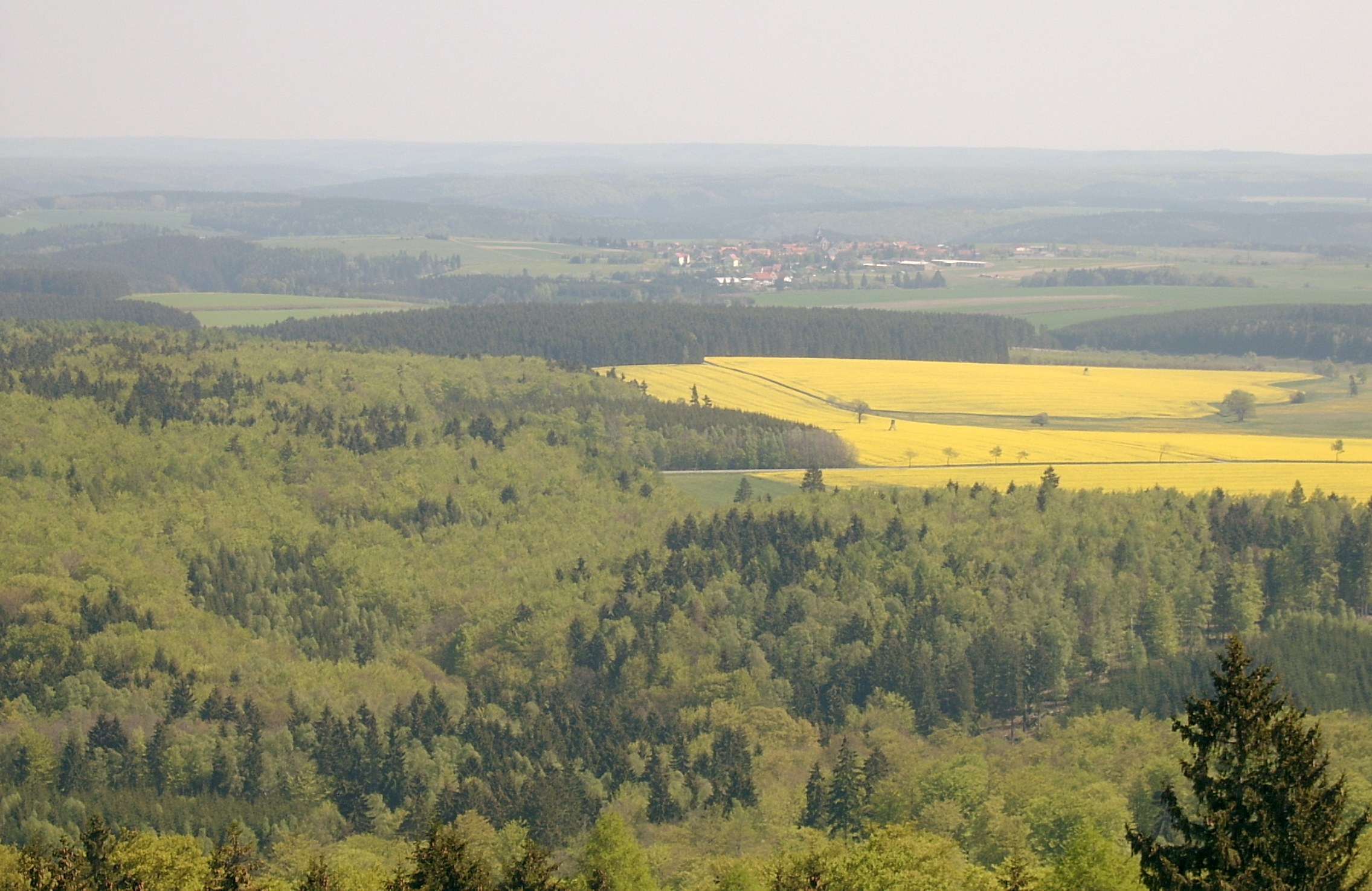
Вид со смотровой площадки